# ブリジット・ラーエ
ブリジット・ラーエ Brigitte Lahaie（本名Brigitte Lucille Janine Van Meerhaegue、フランス・トゥルクワン出身、1955年10月12日 - ）は20歳でデビューし、1976年から1980年にかけて活躍した著名なフランスの元ポルノ女優。

## ポルノ引退後
1980年、フレンチポルノ界で人気の頂点にあった彼女は、ハードコアポルノを引退する決意をし、ストリッパーを演じた『I... comme Icare』(アンリ・ヴェルヌイユ監督、1980年)や、看護士を演じた『危険なささやき』(アラン・ドロン監督、1981年）などの、「伝統的」で「メジャー」な映画に出演した。しかし、彼女はこの間も数本のソフトコアやナチス女囚もののエクスプロイテーション映画といった「猥褻なビデオ」に出演していた。
女優としてのキャリアの末期に、有名なフランスのラジオ番組「Les Grosses Têtes」(RTL) に出演し、一般の間でも有名になった。
彼女は「Caresse tendresse 」というシングルで歌手にも挑戦したが、商業的成果も専門家の評価も得られなかった。
（2008年）現在、彼女はRMC Infoで毎日14時から16時まで、ラジオトーク帯番組『Lahaie, l'Amour et Vous（ラーエ：愛とあなた）』のホストを務めている。内容は大部分が人間と性の本質的な話題に関するものである。また、フランスの成人向ケーブルテレビチャンネルのトーク番組の司会者でもある。
ブリジット・ラーエはティーンエイジャーの頃、映画『白い馬 (Crin Blanc, Cheval Sauvage)』を観て、馬術に強い関心を持った事でも知られている。

## 出演作の一部
- 1977年 - 『変態夫婦SEX (Parties fines)』：ジェラルド・キコイネの初監督映画で、ラーエのデビュー作。
- 1980年 - 『Les petites écolières』：ラーエ最後のX指定映画。
- 1988年 - 『フェイスレス (Faceless)』：カルト映画製作者、ジェス・フランコ監督作品。
- 1990年 - 『ヘンリー&ジューン/私が愛した男と女』：彼女が出演した中では最も有名な英語の映画。売春婦役で短い出演である。
- 少なくともジャン・ローラン監督作品の5本に主演している。
  - 1979年 - 『美女のうごめき/鮮血に染まる死霊の館 (Fascination)』
  - 1978年 - 『殺戮謝肉祭/屍肉の晩餐 (The Grapes of Death)』
  - 1980年 - 『猟奇殺人の夜 (La Nuit des Traquées)』
  - 1997年 - 『Les Deux Orphelines Vampires』
  - 2002年 - 『La Fiancée de Dracula』

## 著書・文献
- Brigitte Lahaie: Moi, la scandaleuse (Filipacchi/J'ai Lu, France 1987) (autobiography) ISBN 978-2850185380
- Brigitte Lahaie: Le zodiaque érotique (Ergo Press, France 1989). ISBN 2739500262
- Brigitte Lahaie: La femme modèle (J'ai Lu, France 1990) (novel) ISBN 978-2277231028
- Brigitte Lahaie: Les sens de la vie (Michel Lafon/J'ai Lu, France 1994) (novel) ISBN 978-2277239161
- Brigitte Lahaie: La sexe défendu (Michel Lafon, France 1996) ISBN 2840981696

- クロード・アレキサンドル (Claude Alexandre)、ピエール・ブルジャッド (Pierre Bourgeade) 著『Brigitte Lahaie（ブリジット・ラーエ）』（La Musardine、フランス 1999年：ISBN 2842710320）
- ルーカス・バルボ (Lucas Balbo) 著『Brigitte Lahaie - Behind the Bush（ブリジット・ラーエ - 茂みの背後）』 (Media Publications、イングランド 1996年?）
- ニコラス・バルバーノ (Nicolas Barbano) 著『Verdens 25 hotteste pornostjerner（世界で最も人気の高い25人のポルノスター）』(ロシナンテ社、デンマーク 1999年 : ISBN 87-7357-961-0) 彼女について書かれた章がある[2]。